# Henry Whitehead (révérend)
Pour les articles homonymes, voir Henry Whitehead et Whitehead.
Henry Whitehead (22 septembre 1825 - 5 mars 1896) est un membre du clergé de l'Église d'Angleterre et l'assistant du vicaire de l'église Saint-Luc dans le quartier Soho, à Londres, au cours de l'épidémie de choléra de 1854.

## Biographie
Ancien partisan de la théorie des miasmes, Whitehead en vient finalement à préférer l'idée de John Snow que le choléra se propage par l'eau contaminée par des déjections humaines. Le travail de Snow ainsi que ses propres enquêtes convainquent Whitehead que la pompe de Broad Street est la source des infections locales. Whitehead rejoint ensuite Snow dans le suivi de la contamination tâchant d'identifier la fosse d'aisances et le patient zéro à l'origine de l'épidémie.
Ce travail de Whitehead et Snow constitue une avancée d'importance pour la science de l'épidémiologie, alors en plein essor.